# نیویورک ژورنال-امریکن

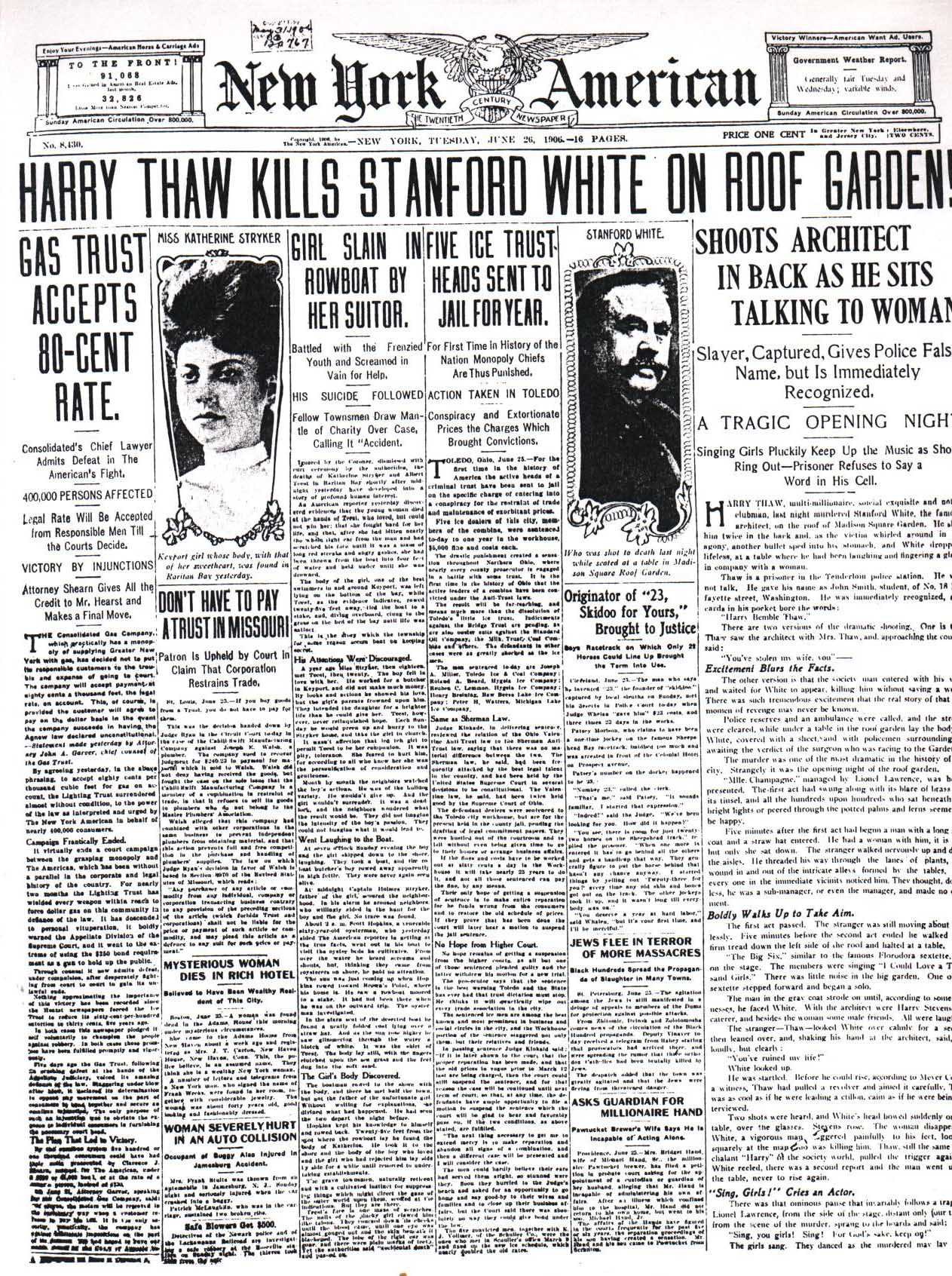
صفحه اول شماره ۲۶ ژوئن ۱۹۰۶ نیویورک امریکن قبل از ادغام. قتل استنفورد وایت تیتر اصلی است.

گزارش نیویورک ایونینگ در سال ۱۸۹۹ در مورد جنگ آمریکا و فیلیپین

نیویورک ژورنال-امریکن (به انگلیسی: The New York Journal-American) یک روزنامه روزانه بود که از سال ۱۹۳۷ تا ۱۹۶۶ در شهر نیویورک منتشر می‌شد. این روزنامه نتیجه ادغام دو روزنامه نیویورک متعلق به ویلیام راندولف هرست بود: نیویورک امریکن (به انگلیسی: The New York American) که روزنامه چاپ صبح بود (در اصل نیویورک ژورنال (New York Journal) که در سال ۱۹۰۱ به امریکن تغییر نام داد) و نیویورک ایونینگ ژورنال (New York Evening Journal) که عصرها چاپ می‌شد. هر دو توسط ویلیام هرست از ۱۸۹۵ تا ۱۹۳۷ منتشر شدند. روزنامه امریکن و ایونینگ در ۱۹۳۷ ادغام شدند.